# Магнолия (Миссисипи)
Магнолия (англ. Magnolia) ― город в округе Пайк, штат Миссисипи, административный центр округа. По данным переписи населения Соединённых Штатов 2020 года, в городе проживало 1883 человека, 825 домохозяйств и 444 семьи.

## История
Город был основан в 1856 году Энселом Х. Прюэттом, местным общественным лидером и хлопковым плантатором. Зная, что на подступах к Новому Орлеану, Джэксону и Большой Северной железной дороге (ныне Центральная железная дорога Иллинойса) потребуется станция для снабжения водой и топливом, Прюэтт продал право проезда железнодорожной компании — согласно легенде, за один доллар — и разделил часть своей плантации на городские участки, которые он продал инвесторам. Прюэтт, временно исполнявший обязанности шерифа округа Пайк, был убит преступниками в начале 1870-х годов, когда они сопровождали заключённого на той самой железной дороге, которая сделала Магнолию жизнеспособным сообществом.
В 1860-х годах Магнолия быстро расширялась, и в конце девятнадцатого века стала популярным курортом в маленьком городке для богатых жителей Нового Орлеана, которые ездили на поездах на север из Нового Орлеана, чтобы насладиться свежим воздухом Магнолии и ручьями. Когда-то ранняя Магнолия могла похвастаться оперным театром, катком и несколькими отелями, которые в основном обслуживали этих туристов.
В 1860 году Джон Уоддилл основал первую газету "Магнолия", "Гранд Транк Магнолиан". Она просуществовала недолго, и в 1872 году на смену ей пришла "Магнолия Газетт", основанная Дж.Д. Берком. "Магнолия геральд" была основана Люком У. Конерли в 1875 году, и он оставался ее владельцем и редактором до 1878 года.

## География
По данным Бюро переписи населения США, общая площадь города составляет 3,3 квадратных мили (8,5 км²), из которых 3,2 квадратных мили (8,3 км²) занимает суша, а 0,1 квадратных мили (0,26 км²) (1,52%) — вода.
В черте города находится место слияния рек Миннехаха и Литл-Танджипахоа.
Город Магнолия обслуживается школьным округом Саут-Пайк. В городе есть одна публичная библиотека.
Климат в этом районе характеризуется жарким, влажным летом и, как правило, мягкой или прохладной зимой. Согласно климатической классификации Кеппена, в Магнолии влажный субтропический климат, который на климатических картах обозначается сокращенно "Cfa".